# Халогенид
Халид пренасочва насам.  За американския музикант вижте Калид.
Халогениди (или още халиди) се наричат бинарните (съставени от два вида атоми) съединения на халогените: флуор, хлор, бром, йод и астатин. Съединенията се наричат съответно флуориди, хлориди, бромиди, йодиди и астатиниди. Тъй като халогените (елементите от седма група на периодичната система) имат най-голяма електроотрицателност в цялата периодична система те са на практика винаги под формата на аниони в халогенидите. Доста често органични съединения, съдържащи атоми на халогени, са наричани неправилно халогениди: напр. за трихлорометана (хлороформ) често се използва и името метилтрихлорид.
Повечето халогениди са соли и са твърди вещества при нормални условия. Други, като например флуороводорода (водороден флуорид), хлороводорода (водороден хлорид) и т.н., са газове.
Типични представители на халогенидите са натриев хлорид, калиев хлорид, хлороводород. Повечето халогениди могат да се докажат с проба със сребърна сол (сребърен нитрат), тъй като образуват неразтворими във вода утайки.